# 特威斯特 (阿肯色州)
特威斯特（英語：Twist）是位於美國阿肯色州克羅斯縣的一個非建制地區。該地的面積和人口皆未知。

## 地理
特威斯特的座標為35°22′34″N 90°30′26″W / 35.37611°N 90.50722°W，而該地的平均海拔高度為65米（即213英尺）。